# Eugenia Iashchuk
Eugenia Iashchuk, född 18 mars 1991  är en ukrainsk balettlärarinna från Charkiv(Ukraina). Hon studerade vid Kharkiv dansskola och Kievs universitet för kultur och konst. Hon har arbetat över hela världen som balettdansös, lärare, koreograf och konstnärlig ledare. Hon representerar Ukraina vid olika internationella evenemang som EXPO 2010 i Kina, eller Slavic Bazar i Vitryssland 2009, Salute to Vienna i Kanada 2008/2011, etc. Hon grundade en dansavdelning vid Royal Institute of Music and Dance i Dubai (UAE) 2013, och den Första Ukrainska skolan för balett och konst i Ningbo (Kina) 2016. 
Hon grundade också (tillsammans med Alexander Rosenberg och Joachim Rusz) en välgörenhetsorganisation för barnflyktingar i Stockholm (Sverige) Kulturforum STHLM  2022, när kriget i Ukraina startades. Hon är mest känd för att under 2022 ha hjälpt hundratals barn att fly från Ukraina efter Rysslands invasion. Hon var då i Sverige och arbetade med internationella dansuppdrag. Barnen tillhörde samma balettskola som hon själv studerade vid i Ukraina och som hon undervisade sommartid då hon årligen återvände till Ukraina.
| ”                   | Jag vill bara att de ska sluta bomba min stad, mitt folk och mitt land. Vad ska vi lära våra barn? Hur kan vi lära dem att vara snälla och visa på något gott i världen om allt det här händer inför deras ögon? | „ |
| – Eugenia Iashchuk, | |   |

Under 2022 visades SVT:s dokumentär Ballerinan från Charkiv som skildrar hennes kamp för sina elever och föräldrar. Hon deltog tillsammans med dansgruppen Children of Ukraine i programmet Talang 2023 där de gick direkt till final. På internationella kvinnodagen 2023 uppmärksammades Iashchuk av Expressen som gav henne andraplatsen på deras lista Årets kvinnor. Också blev hon en del av Världens Barn-program 2023 på SVT som samlar in donationer till behövande barn över hela världen. 